# Kanton Fréjus
Kanton Fréjus (fr. Canton de Fréjus) je francouzský kanton v departementu Var v regionu Provence-Alpes-Côte d'Azur. Tvoří ho tři obce.

## Obce kantonu
- Bagnols-en-Forêt
- Fréjus
- Les Adrets-de-l'Estérel